# 閩越語
閩越語是中國秦漢時期七閩、閩越（今福建省）地域的原始語言，與今日的侗台語系有密切關聯。閩越語是今日漢語族閩語支各語言的底層組成部分，其聲韻特色仍保留於今日閩語諸語言中。

## 特色
閩語有許多早期層次的音韻特點來自於閩越語的母語干擾，即閩越人學習藉由漢人軍政力量而引入閩越地區的古漢語時，因母語習慣而出現的改讀現象。這些現象成為原始閩語異於北方漢語的重要音韻特點。
聲母方面有以下特點：
- 將古漢語濁音聲類讀為帶有「氣流摩擦」徵性的清音聲母。
- 將古漢語全清擦音聲類讀同次清聲類。
- 將古漢語全清聲類讀為濁弱化聲母。

韻讀方面則有以下特點：
- 介音失落的調整音變。
- 高元音的低化音變。

## 參见
- 原始閩語